# Antaplaga
Antaplaga từng là một chi bướm đêm thuộc họ Noctuidae, hiện tại được coi là đồng nghĩa của Plagiomimicus.